# Universidad APEC
L'Universidad APEC è un'università privata la cui unica sede si trova a Santo Domingo, nella Repubblica Dominicana. Fondata nel 1965 con il nome di "Instituto de Estudios Superiores", forma al proprio interno in contabilità e direzione aziendale. 
Riconosciuta nel 1968 dal governo dominicano, cambia la propria definizione nel 1983.

## Facoltà
- Area sportiva
- Decanato di arti e comunicazioni
- Decanato di scienze economiche e imprenditoriali
- Decanato di diritto
- Decanato di studi generali
- Decanato di ingegneria e tecnologia
- Decanato di turismo
- Dipartimento di matematica
- Dipartimento di scienze sociali
- Dipartimento di spagnolo
- Scuola di amministrazione
- Scuola di contabilità
- Scuola di graduados
- Scuola di lingue
- Scuola di informatica
- Scuola di ingegneria
- Scuola di mercato